# Columbus, Minnesota
Columbus là một thành phố thuộc quận Anoka, tiểu bang Minnesota, Hoa Kỳ. Năm 2010, dân số của thành phố này là 3914 người.

## Dân số
- Dân số năm 2000: 0 người.
- Dân số năm 2010: 3914 người.